# アトランタ (原子力潜水艦)
アトランタ(USS Atlanta, SSN-712)は、アメリカ海軍のロサンゼルス級原子力潜水艦の25番艦。艦名はジョージア州アトランタに因む。その名を持つ艦としてはクリーブランド級軽巡洋艦26番艦(CL-104)以来5隻目。

## 艦歴
アトランタの建造は1975年8月1日にバージニア州ニューポート・ニューズのニューポート・ニューズ造船所に発注され、1978年8月17日に起工した。1980年8月16日にサム・ナン夫人によって命名、進水し、1982年3月6日にロビン・J・ホワイト艦長の指揮下就役した。
1986年4月29日にアトランタはジブラルタル海峡で座礁し、艦首部分のソナー及びバラストタンクを破損した。アトランタは自力でジブラルタルに向かい、一週間後にノーフォークに帰還、ノーフォーク海軍工廠で修理が行われた。
アトランタはその経歴において、地中海へ6度の配備および大西洋西部へ3度の配備が行われた。アトランタは MK-48 魚雷、ハープーンおよびトマホーク巡航ミサイルが運用可能となった最初の艦であった。また、遠征打撃群 (Amphibious Ready Group) 支援に配備された最初の原子力潜水艦であった。
アトランタは1999年12月16日に退役、除籍され、原子力艦再利用プログラムに従って解体されるまでノーフォーク海軍工廠で保管された。